# Khalil Aouasti
Khalil Aouasti (Anderlecht, 21 december 1986) is een Belgisch politicus voor de PS.

## Levensloop
Aouasti, die Marokkaanse roots heeft, is van opleiding master in de rechten aan de ULB, een diploma dat hij in 2009 behaalde. Sinds 2009 is hij advocaat bij het kantoor Brijs-Brunet, waar hij zich ging toeleggen op administratief recht, vreemdelingenrecht, familierecht en huurrecht. Ook was hij tussen 2012 en 2016 assistent aan de ULB, als begeleider van rechtenstudenten.
Hij werd ook politiek actief voor de PS, de partij waarvoor hij sinds 2012 gemeenteraadslid van Koekelberg is. Van december 2018 tot december 2024 was Aouasti ook eerste schepen van deze gemeente, bevoegd voor Begroting en Financiën, Huisvesting, Sociale Cohesie, Burgerlijke Stand en Handel. Daarnaast werd hij werkzaam op het kabinet van Rudi Vervoort, minister-president van het Brussels Hoofdstedelijk Gewest: van februari tot december 2018 als medewerker op de cel Lokale Besturen, Veiligheid en Preventie en van januari tot september 2019 als adviseur.
Bij de federale verkiezingen van mei 2019 stond Aouasti als eerste opvolger op de kieslijst van de PS in de kieskring Brussel-Hoofdstad. In september 2019 kwam hij in de Kamer van volksvertegenwoordigers terecht als opvolger van Caroline Désir, die minister in de Franse Gemeenschapsregering werd. Aouasti werd er actief in de commissies Justitie en Grondwet en Institutionele Vernieuwing. Bij de federale verkiezingen van juni 2024 was hij opnieuw eerste opvolger, maar kon Aouasti toch in de Kamer blijven zetelen omdat verkozene Philippe Close, burgemeester van Brussel, verzaakte aan zijn mandaat.